# Cedric Ceballos
Cedric Ceballos (Maui, Havaí, 2 de agosto de 1969) é um ex-jogador de basquete norte-americano. Ele jogou mais notadamente para o Los Angeles Lakers e Phoenix Suns, depois de terminar sua carreira na NBA com o Dallas Mavericks, Detroit Pistons e Miami Heat.